# 開放發明網絡
開放發明網絡（英語：Open Invention Network，簡稱OIN），亦稱開源創新聯盟，是一間總部設於美國北卡羅萊納州德罕的知識產權擁有公司，亦為一開放專利社區。該公司採用採購專利的方式營運，並對下轄成員一律給予免專利費許可證。根據開放發明網絡的授權協議，成員不得對彼此就Linux及附屬系統和應用程式主張專利權或提起訴訟。現時，網絡已有近4000間成員公司。

## 歷史
開放發明網絡於2005年10月31日成立，總部設於美國北卡羅萊納州德罕。同年11月10日，創始成員IBM、Novell、飛利浦、紅帽公司及索尼啟動了組織。隨後，日本電氣亦以成員加入聯盟。科能及TomTom則在聯盟內保持附屬成員的身份。截至2021年11月，開放發明網絡大約有3,500張商業許可。
2007年3月26日，甲骨文加入聯盟，亦即同意不對Linux環境主張專利，包括競爭對手MySQL及PostgreSQL作Linux系統使用時。8月7日，谷歌亦加入聯盟。2009年3月23日，TomTom加入聯盟。
2011年5月，歐洲開源軟件製造商Univention加入聯盟。
2013年12月，谷歌加入聯盟。
2016年7月，豐田汽車加入聯盟。
2018年3月8日，海爾加入聯盟。10月10日，擁有超過6萬項專利的微軟加入聯盟。12月14日，騰訊加入聯盟。
2019年8月16日，Moxa加入聯盟。
2020年4月2日，華為加入聯盟。6月30日，百度加入聯盟。
2021年8月17日，字節跳動加入聯盟。8月30日，小米加入聯盟。11月17日，嗶哩嗶哩加入聯盟。
2022年12月12日，亞馬遜公司加入聯盟。
2024年4月25日，能鏈加入聯盟。7月6日，中國移動加入聯盟。
其他加入開放發明網絡的公司還包括阿里巴巴、比亞迪、海康威視、銀聯、美團，以及一系列汽車企業如北汽、上汽、廣汽、長城汽車、吉利汽車、戴姆勒、福特汽車、日產、本田汽車、現代汽車等。